# 鉄骨サロ
鉄骨 サロ（てっこつ サロ、2月10日 - ）は、日本の漫画家。血液型O型。

## 略歴
- 2012年 - 10月より『マーガレット』（集英社）にて桃森ミヨシ×鉄骨サロの名義でコンビを組む。コンビは桃森から話をもちかけ実現した。合作1作目は鉄骨がネームまで描き桃森が少女漫画風に手を加えていたが、ページの割り振りなどで齟齬が出てうまくいかなかったという。そこで2作目以降は原案を鉄骨、ネームは桃森が制作し、そこから二人で話し合って変形させていく方法になった。作画およびキャラデザインは桃森ミヨシ。
- 2013年 - 『マーガレット』（集英社）2014年1号（12月5日発売）より 『菜の花の彼-ナノカノカレ-』を桃森ミヨシ×鉄骨サロ名義で連載開始[2]。桃森ミヨシ×鉄骨サロの名義で初大型連載。鉄骨がプロット、桃森がネームと作画をしている。またこの作品からカラー原稿は作画を桃森、着色を鉄骨が行っている。
- 2017年 - 18号（8月19日発売）にて『菜の花の彼-ナノカノカレ-』連載終了[3]。
- 2018年 - 『マーガレット』（集英社）5号（2月5日発売）より 『愛が死ぬのは君のせい』を桃森ミヨシ×鉄骨サロ名義で連載開始[4]。『菜の花の彼』の途中からこの作品にかけて、二人でプロットおよびネームをし、作画も二人で行う方式になった。（下描きおよび顔のペン入れを桃森、体のペン入れを鉄骨）カラーは引き続き線画が桃森、着色は鉄骨。
- 2019年 -13号（6月5日発売）から18号（8月20日発売）まで、桃森ミヨシが腱鞘炎のため休載した[5]。24号（11月20日発売）にて『愛が死ぬのは君のせい』連載終了[6]。

## 作品リスト
全て集英社、マーガレットコミックスから刊行、全て桃森ミヨシとの共作である。
- 桃骨 -桃森 ミヨシ×鉄骨 サロ 短編集-（2013年8月23日発売[7]、ISBN 978-4-08-845083-4）
  - キミの晴天（『ザ マーガレット』2013年8月号）
  - とほほよ[8][9]（『マーガレット』2013年7号）
  - 合コンLovers[10]（『マーガレット』2013年10号別冊ふろく『マーガレット創刊50周年記念 Anniversary Book』）
  - モブ女!（『マーガレット』2012年22号[11][12] - 23号）
- 菜の花の彼-ナノカノカレ-（2013年 - 2017年、全14巻）
- 愛が死ぬのは君のせい（2018年 - 2019年、全6巻）

### 単行本未収録作品
- 菜の花の彼-ナノカノカレ- ディレクターズカット版[13]（『ザ マーガレット』2015年10月号）